# Andreas Görlitz
Andreas Görlitz (* 31. Januar 1982 in Weilheim in Oberbayern) ist ein ehemaliger deutscher Fußballspieler und jetziger Musiker der Alternative-Pop-Band Whale City.

## Fußballkarriere

### Vereine
Mit sieben Jahren begann Andreas Görlitz beim TSV Rott/Lech mit dem Fußballspielen und wechselte mit 14 Jahren in die Jugendabteilung des TSV 1860 München. Mit 18 Jahren gehörte er der Amateurmannschaft an, für die er ab der Saison 2000/01 als Abwehrspieler siebenmal in der Regionalliga Süd spielte, erstmals am 14. April 2001 bei der 0:2-Auswärtsniederlage gegen den VfR Mannheim. Am 26. Mai 2001 gelang ihm mit der zwischenzeitlichen 2:1-Führung bei der 2:3-Niederlage im Heimspiel gegen die Sportfreunde Siegen sein erstes Tor im Seniorenbereich.
Ab der Saison 2001/02 gehörte er dem Bundesliga-Kader des TSV 1860 München an, für den er am 10. Februar 2002 bei der 1:2-Niederlage im Auswärtsspiel gegen den 1. FC Nürnberg – auch als Mittelfeldspieler – sein Debüt gab. Sein einziges Bundesligator erzielte er am 27. März 2004 beim 3:0-Sieg im Auswärtsspiel gegen Eintracht Frankfurt mit dem Treffer zum 1:0 in der 9. Minute.
Nach dem Abstieg seines Vereins in die 2. Bundesliga wechselte er zur Saison 2004/05 zum FC Bayern München. Der am 3. November 2004 im Champions-League-Gruppenspiel gegen Juventus Turin erlittene Kreuzbandriss und weitere Verletzungen zwangen Görlitz zu einer fast zwei Jahre währenden Spielpause. Am 24. September 2006 kehrte Görlitz für 79 Minuten, beim 1:1-Unentschieden des FC Bayern München II im Heimspiel gegen den Karlsruher SC II, zurück in den Spielbetrieb. Die Teilnahme am Dubai-Cup, einem Turnier zur Vorbereitung auf die Rückrunde, verschaffte Görlitz weitere Spielpraxis. Dabei erzielte er im Spiel um den dritten Platz beim 4:3-Sieg über Olympique Marseille den Siegtreffer in der 90. Minute und sein erstes Tor nach seiner Verletzungspause. Am 11. Februar 2007 wurde Görlitz beim 1:0-Sieg im Heimspiel gegen Arminia Bielefeld für Andreas Ottl in der 63. Minute eingewechselt und kehrte damit nach 830 Tagen in die Bundesliga zurück.

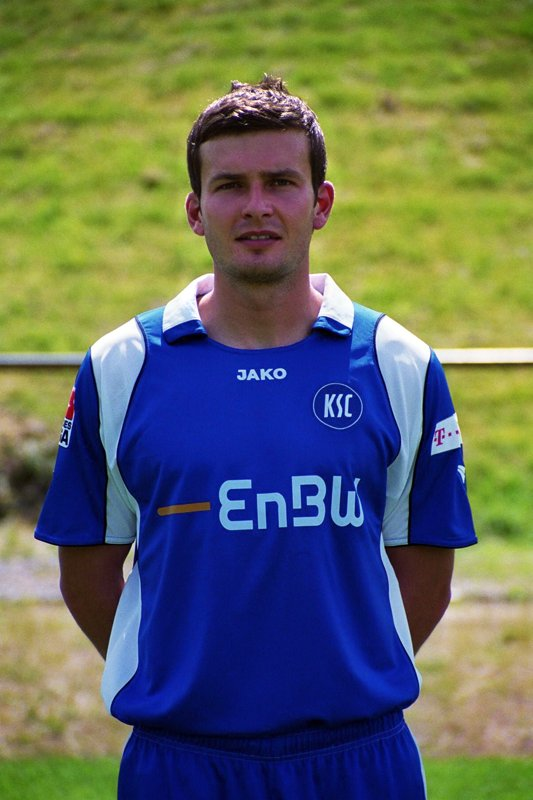
Görlitz
im Trikot des Karlsruher SC (2007)

Zur Saison 2007/08 wurde Görlitz über ein Leihgeschäft an den Bundesligaaufsteiger Karlsruher SC abgegeben. Am Ende dieser Spielzeit verständigten sich beide Vereine auf eine Verlängerung der Ausleihe um ein weiteres Jahr. In den beiden Spielzeiten, in denen Görlitz 49 Spiele bestritt, gehörte er zum Stamm.
Zur Saison 2009/10 kehrte Görlitz zum FC Bayern München zurück und fiel ab November aufgrund einer Fersenverletzung für den Rest der Hinrunde aus. Er kam in der gesamten Saison weder in der Bundesliga noch in der Champions League zum Einsatz und wurde im DFB-Pokal einmal eingewechselt; für die zweite Mannschaft bestritt er lediglich vier Drittligaspiele. Görlitz' auslaufender Vertrag wurde nicht verlängert, womit er den Verein verließ.
Zur Saison 2010/11 wechselte er daraufhin zum Zweitligaaufsteiger FC Ingolstadt 04, bei dem er einen bis 2012 gültigen Vertrag unterschrieb, der im Mai 2012 um ein Jahr verlängert wurde. Am 13. August 2010 gab er in der 1. Hauptrunde um den DFB-Pokal, beim 2:0-Sieg im Heimspiel gegen den Karlsruher SC, sein Pflichtspieldebüt für den FC Ingolstadt 04. Görlitz’ Vertrag beim FC Ingolstadt 04 endete mit Saisonende 2012/13 und wurde nicht verlängert.
Nach gut einem halben Jahr ohne Verein unterschrieb Görlitz im März 2014 einen Vertrag bei den San José Earthquakes in der nordamerikanischen Profiliga Major League Soccer. Sein Debüt gab er am 19. April 2014 beim torlosen Unentschieden im Auswärtsspiel gegen Colorado Rapids über 90 Minuten. Am Saisonende beendete er seine Karriere.

### Nationalmannschaft
Nachdem Görlitz bereits an der U-16-Europameisterschaft 1999 in Tschechien und der U-17-Weltmeisterschaft 1999 in Neuseeland teilgenommen hatte, gab er am 29. August 2001 sein Debüt in der U-20-Nationalmannschaft beim 1:1-Unentschieden in der Schweiz. Es folgten die Spiele gegen die Auswahl der Niederlande (2:1; am 2. September, 1:2; am 12. November) und gegen die Auswahl Italiens (1:0; am 7. November, 1:4; am 5. Dezember) sowie sein letztes am 16. April 2002 bei der 1:2-Niederlage gegen die Auswahl der Schweiz in Pfullendorf.
Am 19. August 2003 gab er seinen Einstand in der U-21-Auswahl, die in Moskau mit 1:2 gegen die russische Auswahl verlor. Sein letztes Spiel bestritt er am 2. Juni 2004 in Mainz bei der 1:2-Niederlage gegen die Auswahl Portugals. Görlitz nahm an der U-21-Europameisterschaft 2004 in Deutschland teil und kam in den drei Gruppenspielen zum Einsatz.
Am 8. September 2004 debütierte er – mit der Einwechslung für Andreas Hinkel in der 87. Minute – in der A-Nationalmannschaft, die im Olympiastadion Berlin ein 1:1-Unentschieden im Test-Länderspiel gegen die „Seleção“ erzielte. Das Test-Länderspiel am 9. Oktober 2004 in Teheran, beim 2:0-Sieg gegen die Auswahl des Iran, war für ihn das zweite und zugleich letzte A-Länderspiel, – und das einzige über 90 Minuten.

### Erfolge
- Deutscher Meister 2005, 2006 *, 2010 *
- DFB-Pokal: 2005, 2006 *, 2010
- DFL-Ligapokal: 2004
- DFB-Jugend-Kicker-Pokal: 2000
- Dritter der U-16-Europameisterschaft 1999

## Musikkarriere
In der Verletzungspause wegen seines Kreuzbandrisses brachte Andreas Görlitz sich das Gitarrespielen bei und gründete später mit seinem Bruder Markus Görlitz sowie den Freunden Manuel Riesemann, Temren Demirbolat und Michael Kratzl die Rock-Band Room77. Am 23. November 2009 veröffentlichte die Band ihr erstes Album „At Home“. Die erste Single-Auskopplung „Hope“ erschien am 21. Dezember 2009, der gesamte Erlös kam dem SOS-Kinderdorf Ammersee zugute. Auch mit einem selbst veranstalteten Rock-Festival am See-Häusl in Rott am Lech unterstützten Görlitz und die Band das SOS-Kinderdorf. 2018 gründete Görlitz mit den befreundeten Musikern Michael Eichele und Juri Jangl die Alternative-Pop-Band Whale City. Die Debütsingle „Echo of Joy“ erschien am 28. September 2018.

## Trivia
Mit der Rückennummer „77“ trug Andreas Görlitz in Diensten des Karlsruher SC während der Saison 2007/2008 die höchste jemals vergebene Rückennummer im deutschen Profifußball.